# Krucyfiks Wita Stwosza

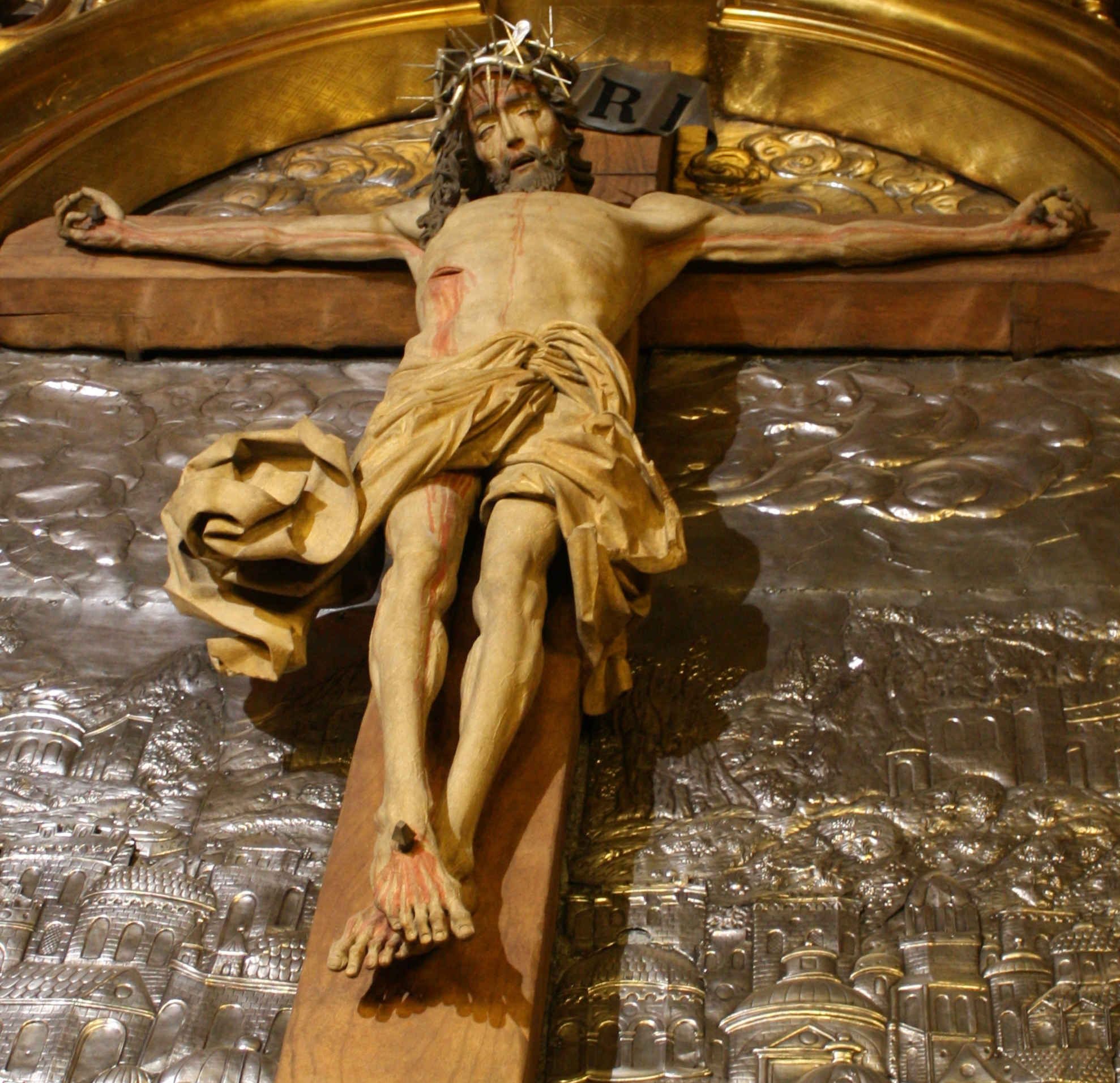
Krucyfiks Wita Stwosza w kościele Mariackim – widok spod ołtarza

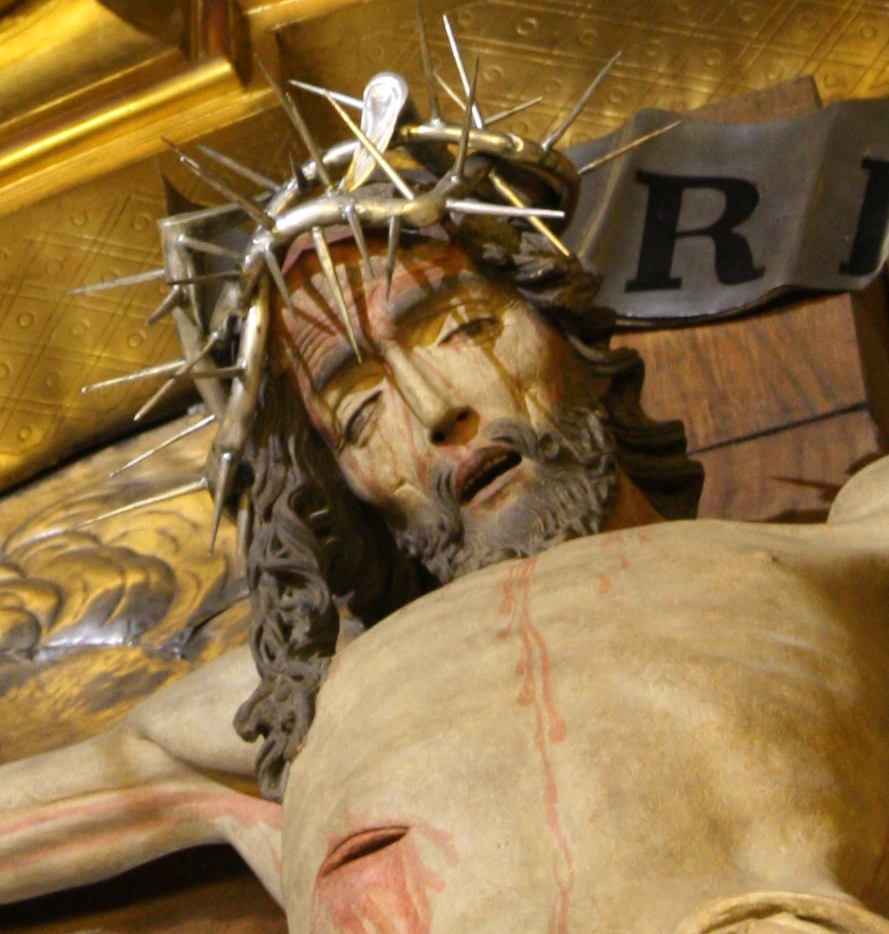
Głowa Chrystusa

Krucyfiks Wita Stwosza znajduje się w barokowym ołtarzu w nawie południowej kościoła Mariackiego w Krakowie. Krucyfiks najprawdopodobniej powstał przed rokiem 1496, przynależy do tak zwanego okresu krakowskiego Wita Stwosza, kiedy tworzył i działał w Krakowie.
Występująca często w literaturze nazwa Krucyfiks Slackerowski wywodzi się od mincerza królewskiego Henryka Slackera, który był fundatorem dzieła.

## Opis i analiza dzieła
Jest to dzieło późnogotyckie. Postać Chrystusa została wykonana z wapienia pińczowskiego. Chrystus jest prawie symetryczny w stosunku do krzyża, jest maksymalnie napięty, wyprężony. Krucyfiks ten jest inny pod względem formalno-artystycznym niż późniejsze krucyfiksy, które Stwosz wyrzeźbił po powrocie do Norymbergi (na przykład krucyfiks Wickla dla kościoła Najświętszej Marii Panny).
Dzieła Stwosza wykazują silny wpływ jego mistrza Nikolausa Gerhaerta, którego Stwosz poznał już w młodości podczas pobytu w Strasburgu. Za dzieło mogące mieć największy wpływ na kształt krakowskiej rzeźby uważa się krucyfiks w Baden-Baden z 1467. To co wyróżnia stwoszowski krucyfiks, to naturalizm, charakterystyczne dla rzeźby niderlandzkiej XV wieku. Chrystus ma ramiona ułożone bardzo horyzontalnie, silnie opadającą głowę, silnie wyłamujące się stawy barkowe, kurczące się palce dłoni. Tym samym Stwosz chciał ukazać moment agonii Chrystusa. Taki motyw znany był w XV-wiecznych krucyfiksach na terenie Brabancji. Wyprężenie Chrystusa można połączyć z motywem harfy Dawida, istnieje rycina, gdzie zostało ukazane naciąganie ciała Chrystusa za pomocą sznura, a obok postać świętego Dawida z harfą. Ostra wyrazistość anatomii świadczy o kontynuacji kierunku, który wytyczył Wit Stwosz tworząc Ołtarz Mariacki. Realizm ten pogłębia ukazanie silnego wiatru, co widać w rozwichrzonym perizonium. Cechuje go plastyczność i ruch, to nadaje pewną dynamiczność całej kompozycji.
Na twarzy widać ogromny ból, zmęczenie, ale mimo tego Chrystus próbuje ten ból przezwyciężyć – oczy ma otwarte – jeszcze nie umarł. Patrzy się głęboko w stronę modlącego, tym samym artysta pragnął ukazać moment zbawienia i zwycięstwa nad złem. Zwraca uwagę także ścisłe podporządkowanie układu rąk do ramion krzyża, co jest cechą krucyfiksów triumfalnych znanych głównie w dobie romanizmu. Jednakże ta myśl została wyraźnie zdystansowana przez ukazanie cierpienia i śmierci jako zjawisko fizjonomicznego. Istnieje więc tutaj silna dychotomia – Chrystus triumfuje, ale jednocześnie cierpi (wychudzenie ciała, wystające żebra). Równoczesne ukazanie agonii i silnej relacji z modlącym podkreślają zbawczy wymiar śmierci Jezusa Chrystusa.

## Kwestia pierwotnej funkcji
Wielu historyków sztuki zastanawiało się, gdzie pierwotnie mógł znajdować się ów krucyfiks, gdyż jego obecne miejsce w ołtarzu raczej jest wtórne, aczkolwiek, z testamentu Henryka Slackera z roku 1504 wynika, iż krucyfiks miał być umieszczony w ołtarzu Świętego Krzyża w kościele Mariackim. Uważa się, że krucyfiks mógł znajdować się na zewnątrz kościoła (podobnie jak krucyfiks w Baden-Baden Gerhaerta, użycie wapienia a nie drewna może również mieć związki z umieszczeniem rzeźby na zewnątrz). Istnieje również inna opinia, iż znajdował się prawie w tym samym miejscu, tyle że na tle okna pod określonym kątem – Chrystus nachylał się w stronę modlących. Od strony zewnętrznej widać ślady pierwotnego okna. Mówi się także o figurach Marii i świętego Jana, które z naszym krucyfiksem mogły tworzyć całość kompozycji, zaś późniejsza panorama Jerozolimy, która jest tłem dla rzeźby, może sugerować istnienie podobnej kompozycji, w malarstwie niderlandzkim i dolnoreńskim XV i XVI wieku motyw ten był powszechnie znany.

## Datowanie
Jak zostało wspomniane rok 1496 stanowi terminus ante quem, kiedy to Stwosz przeniósł się do Norymbergi. Można przyjąć czas powstania dzieła na przełom lat 80. i 90. XV wieku. W literaturze występuje również data 1491.